# Cystotricha striola
Cystotricha striola är en svampart som beskrevs av Berk. & Broome 1850. Cystotricha striola ingår i släktet Cystotricha, ordningen disksvampar, klassen Leotiomycetes, divisionen sporsäcksvampar och riket svampar.   Inga underarter finns listade i Catalogue of Life.